# پتر لوتنبرگر
پتر لوتنبرگر (آلمانی: Peter Luttenberger؛ زادهٔ ۱۳ دسامبر ۱۹۷۲) دوچرخه‌سوار اهل اتریش است.